# Koen Daerden
Koen Daerden (Tongeren, 8 maart 1982) is een Belgisch voormalig voetballer die doorgaans als linksmidden speelde. Hij kwam uit voor KRC Genk, Club Brugge, Standard Luik, STVV en het Nederlandse MVV Maastricht. Momenteel is hij als Technisch Directeur actief bij de jeugd van KRC Genk. Hij is de zoon van voormalig profvoetballer Jos Daerden.

## Carrière

### Jeugd
Koen Daerden groeide op in de Tongerse gemeente 's Herenelderen, waar hij zich op jonge leeftijd aansloot bij het bescheiden VV 's Herenelderen. In 1993 maakte hij de overstap naar de jeugdopleiding van SK Tongeren, de club waar de voetballoopbaan van zijn vader Jos Daerden begin jaren 70 van start was gegaan. Na zes seizoenen versierde de linksvoetige middenvelder een transfer naar KRC Genk.

### KRC Genk
Aanvankelijk werd de 17-jarige Daerden bij de jeugd ondergebracht, maar nog voor het einde van het seizoen 1999/00 maakte hij zijn officieel debuut in het eerste elftal. Op 8 april 2000 mocht hij van trainer Johan Boskamp invallen in een competitieduel tegen GBA. Genk verloor de wedstrijd met 3-0. Enkele weken later startte hij in de basis tegen RSC Anderlecht, dat met 1-4 won en zich zo tot kampioen kroonde.
In de beker kende Daerden meer succes. Na zijn debuut in het eerste elftal van Genk stootte de club door naar de finale. Daarin nam het elftal van trainer Boskamp het op tegen Standard Luik. Daerden, die de volledige finale speelde, zag zijn team met 4-1 winnen. Het was de tweede keer dat Genk de beker van België in ontvangst mocht nemen.
In het seizoen 2000/01 groeide de 18-jarige Daerden uit tot een vaste waarde op de linkerflank. Hij speelde voor het eerst Europees met Genk, dat in de tweede ronde van de UEFA Cup werd uitgeschakeld door Werder Bremen. Ondanks de komst van talentvolle spelers als Wesley Sonck, Jan Moons, Thomas Chatelle en Bernd Thijs slaagde Boskamp er niet om met Genk een nieuwe prijs te veroveren. De Nederlander werd nog voor de winterstop ontslagen en opgevolgd door assistent-trainer Pierre Denier. Daerden en zijn ploegmaats sloten het teleurstellende seizoen af op de elfde plaats.
In de zomer van 2001 trok de club Sef Vergoossen aan als nieuwe coach. Onder zijn leiding deed Genk opnieuw mee om de titel. Daerden, die vooral opviel met zijn inzet en lange rushes op de linkerflank, ontpopte zich tot een van de grootste talenten in de Belgische competitie. Daerden gooide op 24 februari 2002 de titelstrijd open door zijn team met twee treffers naar de zege te leiden in een duel tegen titelconcurrent Club Brugge (3-2). Samen met Wesley Sonck hoorde hij tot de uitblinkers van het Genk dat in 2002 de landstitel veroverde. Terwijl Sonck topschutter werd en de trofee voor Profvoetballer van het Jaar en de Gouden Schoen in ontvangst mocht nemen, werd de 20-jarige Daerden door zijn collega's uitgeroepen tot Jonge Profvoetballer van het Jaar.
In het seizoen 2002/03 wist Genk zich voor het eerst te kwalificeren voor de UEFA Champions League. De club schakelde Sparta Praag uit en kwam op het kampioenenbal terecht in de groep van Real Madrid, AS Roma en AEK Athene. Genk speelde in eigen huis drie keer gelijk en wist ook in Athene een punt te veroveren, maar werd desondanks laatste in zijn poule. Ook in de Belgische competitie konden Daerden en zijn ploegmaats geen vervolg breien aan het succesjaar 2002. In zowel 2003 als 2004 eindigde Genk buiten de top drie. Verscheidene spelers die mee aan de basis lagen van de titel in 2002 verlieten de club en in april 2004 werd ook coach Vergoossen aan de deur gezet. Desondanks bleef Daerden de club trouw.
In de zomer van 2004 werden onder meer Logan Bailly, Igor De Camargo, Orlando Engelaar en Tom Soetaers aan de selectie toegevoegd en werd René Vandereycken benoemd als nieuwe trainer. Onder de Limburger belandde Genk net als Standard op de derde plaats. Om te bepalen wie er aan de UEFA Cup mocht deelnemen, speelden Genk en Standard twee testwedstrijden. Genk verloor de heenwedstrijd met 3-1, maar zette de scheve situatie in het Fenixstadion recht door met 3-0 te winnen.
In het seizoen 2005/06 verwelkomde Daerden met Hugo Broos een nieuwe trainer, maar ook onder hem kon Genk niet lang meestrijden om de prijzen. Genk werd in de eerste ronde van de UEFA Cup uitgeschakeld, sneuvelde in de 1/8 finale van de beker en eindigde het seizoen op de vijfde plaats, ondanks de doorbraak van jeugdtalent Steven Defour. Daerden zelf miste een groot deel van het seizoen door een blessure.

### Club Brugge
In de zomer van 2006 kon Daerden rekenen op de interesse van onder meer Feyenoord, dat in hem de opvolger van Bart Goor zag, en VfL Wolfsburg. De linkermiddenvelder verhuisde uiteindelijk naar Club Brugge, dat een recordbedrag van 4 miljoen euro betaalde. Daerden tekende in Brugge een contract voor vijf seizoenen en erfde het rugnummer 7 van het pas gestopte clubicoon Gert Verheyen.
Daerden belandde in een moeilijke periode bij Club Brugge. Het bestuur had net trainer en clubicoon Jan Ceulemans ontslagen en zou in de loop van het seizoen 2006/07 ook afscheid nemen van zowel trainer Emilio Ferrera als sportief directeur Marc Degryse. Desondanks bereikte blauw-zwart in mei 2007 de bekerfinale, waarin Standard met 1-0 werd verslagen. Daerden miste de finale door een knieblessure die hij in maart 2007 tijdens een training van de Rode Duivels had opgelopen.
In het daaropvolgende seizoen kwam Daerden, die opnieuw verenigd werd met Wesley Sonck, amper aan spelen toe. De Limburger raakte in juli 2007, tijdens het duel om de supercup tegen Anderlecht, ernstig geblesseerd aan de knie. Een zware operatie hield hem een jaar aan de kant.
Op 27 november 2008, na vijftien maanden blessureleed, keerde Daerden terug in het elftal van trainer Jacky Mathijssen. De middenvelder mocht toen in een UEFA Cup-wedstrijd tegen Saint-Étienne invallen voor ploeggenoot Ivan Leko. Hoewel Daerden nadien nog regelmatig speelkansen kreeg, wist hij zijn oude niveau niet meer terug te vinden. In het seizoen 2009/10 verdween Daerden door de concurrentie met Nabil Dirar, Ivan Perišić en Ronald Vargas steeds vaker op de bank. Hij kon bij blauw-zwart de hoge verwachtingen die gepaard gingen met zijn hoge transfersom niet inlossen. In januari 2010 besloot Daerden, die niet op een contractverlenging hoefde te rekenen, om de club te verlaten.

### Standard Luik
Standard, dat net als zijn jeugdclub SK Tongeren een ex-werkgever van zijn vader was, nam hem in januari 2010 over van Club Brugge. De Limburger tekende een contract dat hem tot juni 2013 aan de Rouches verbond. Maar ook in Luik vond Daerden zijn oude niveau niet terug. De middenvelder kon zich niet doorzetten en kreeg onder trainer Dominique D'Onofrio amper speelkansen. In september 2010 werd hij door D'Onofrio zelfs naar de C-kern verwezen om de spelersgroep af te slanken.
In de zomer van 2011 werd Roland Duchâtelet, die tot kort daarvoor voorzitter was van Sint-Truidense VV, hoofdaandeelhouder van Standard. In augustus 2011 werd Daerden voor een seizoen verhuurd aan Sint-Truidense VV. Ook Standard-spelers Pierre-Yves Ngawa, Hendrik Van Crombrugge en Dolly Menga maakten in het seizoen 2011/12 de overstap naar STVV.

### Sint-Truiden
Met STVV streed Daerden een seizoen lang tegen de degradatie. De Limburger werd een vaste waarde in het team van Franky Van der Elst, maar slaagde er niet in om de laatste plaats te ontlopen. STVV belandde net als KVC Westerlo in play-off III. Daarin trok Westerlo aan het langste eind, waardoor STVV naar de Tweede Klasse degradeerde. In de beker werden Daerden en zijn ploegmaats in de 1/8 finale uitgeschakeld door KV Kortrijk.
Na de uitleenbeurt keerde Daerden terug naar Luik, maar de middenvelder kreeg er geen kans meer om zich te bewijzen. In augustus 2012 werd zijn contract verbroken.

### MVV Maastricht
In januari 2013 vond Daerden een nieuwe werkgever. De middenvelder ging op amateurbasis aan de slag bij het Nederlandse MVV Maastricht. Maar een maand later raakte de 31-jarige middenvelder opnieuw zwaar geblesseerd aan de knie, waarop hij besloot om een punt achter zijn spelerscarrière te zetten. Daerden werd vervolgens de assistent van hoofdcoach Ron Elsen.

## Nationale ploeg
Op 21 augustus 2002 maakte de 20-jarige Daerden zijn debuut voor de Rode Duivels. Hij mocht toen van beginnend bondscoach Aimé Anthuenis invallen in een oefeninterland tegen Polen. Op 26 maart 2005 maakte de linkermiddenvelder zijn eerste doelpunt voor de nationale ploeg. België speelde toen een WK-kwalificatiewedstrijd tegen Bosnië en Herzegovina. De Rode Duivels wonnen met 4-1; Daerden scoorde vlak voor de rust het tweede doelpunt. In dezelfde kwalificatiecampagne nam België het ook op tegen San Marino. Op 7 september 2005 wonnen de Duivels met 8-0 van het kleine voetballand. Daerden mocht in dat duel na 12 minuten invallen voor Vincent Kompany. Zo'n 25 minuten later scoorde hij de 2-0. In de tweede helft was hij met zijn derde en laatste interlandtreffer goed voor de 6-0. België werd uiteindelijk vierde in zijn groep en wist zich dus niet te kwalificeren voor het WK in Duitsland.

## Spelerscarrière
| seizoen   | club                | land      | competitie         | wed. | goals |
| --------- | ------------------- | --------- | ------------------ | ---- | ----- |
| 1999/2000 | KRC Genk            | België    | Jupiler pro League | 5    | 0     |
| 2000/2001 | KRC Genk            | België    | Jupiler pro League | 25   | 3     |
| 2001/2002 | KRC Genk            | België    | Jupiler pro League | 33   | 4     |
| 2002/2003 | KRC Genk            | België    | Jupiler pro League | 33   | 7     |
| 2003/2004 | KRC Genk            | België    | Jupiler pro League | 24   | 2     |
| 2004/2005 | KRC Genk            | België    | Jupiler pro League | 32   | 6     |
| 2005/2006 | KRC Genk            | België    | Jupiler pro League | 14   | 2     |
| 2006/2007 | Club Brugge         | België    | Jupiler pro League | 21   | 4     |
| 2007/2008 | Club Brugge         | België    | Jupiler pro League | 0    | 0     |
| 2008/2009 | Club Brugge         | België    | Jupiler pro League | 15   | 2     |
| 2009/2010 | Club Brugge         | België    | Jupiler pro League | 11   | 0     |
| 2009/2010 | Standard Luik       | België    | Jupiler pro League | 5    | 1     |
| 2010/2011 | Standard Luik       | België    | Jupiler pro League | 12   | 0     |
| 2011/2012 | → Sint-Truidense VV | België    | Jupiler pro League | 22   | 1     |
| 2012/2013 | MVV Maastricht      | Nederland | Jupiler League     | 11   | 1     |
|           |                     |           | Totaal             | 281  | 33    |

### Lijst van interlands
| Nr° | Interland                    | Datum            | Uitslag | Speelminuten                                         | Goals | Assists | Geel | Rood |
| --- | ---------------------------- | ---------------- | ------- | ---------------------------------------------------- | ----- | ------- | ---- | ---- |
| 1   | Polen-België                 | 21 augustus 2002 | 1-1     | 10 (ingevallen in 80e minuut voor Bart Goor)         | 0     | 0       | /    | /    |
| 2   | België-Servië en Montenegro  | 17 november 2004 | 0-2     | 63 (ingevallen in 27e minuut voor Olivier Deschacht) | 0     | 0       | /    | /    |
| 3   | Egypte-België                | 9 februari 2005  | 4-0     | 32 (ingevallen in 58e minuut voor Vincent Kompany)   | 0     | 0       | X    | /    |
| 4   | België-Bosnië                | 26 maart 2005    | 4-1     | 90                                                   | 1     | 0       | /    | /    |
| 5   | San Marino-België            | 30 maart 2005    | 1-2     | 90                                                   | 0     | 0       | /    | /    |
| 6   | Servië en Montenegro-België  | 4 juni 2005      | 0-0     | 78 (in 78e minuut vervangen door Philippe Léonard)   | 0     | 0       | /    | /    |
| 7   | Bosnië en Herzegovina-België | 3 september 2005 | 1-0     | 12 (ingevallen in 78e minuut voor Jelle Van Damme)   | 0     | 0       | /    | /    |
| 8   | België-San Marino            | 7 september 2005 | 8-0     | 78 (ingevallen in 12e minuut voor Vincent Kompany)   | 2     | 0       | /    | /    |
| 9   | Armenië-België               | 6 september 2006 | 0-1     | 65 (vervangen na 65 minuten door Bart Goor)          | 0     | 0       | X    | /    |
| 10  | België-Tsjechië              | 7 februari 2007  | 0-2     | 90                                                   | 0     | 0       | X    | /    |

## Trainerscarrière
In 2014 werd bekend dat hij als assistent-coach aan de slag ging bij MVV Maastricht, de club waar hij zijn carrière als speler ook had beëindigd. Daerden ging deze functie combineren met de job van trainer bij de jeugd van KRC Genk, hier ging hij de U15 leiden. In mei 2015 werd bekend dat Daerden fulltime voor Genk ging werken, hij zal er vanaf nu de rol van technisch directeur van de jeugd op zich nemen.

## Trivia
- Tijdens zijn revalidatie bij Club Brugge raakte Daerden geïnteresseerd in wielrennen.[11] In zijn vrije tijd reed hij regelmatig mee in amateurwielerwedstrijden. Uit testresultaten bleek ook dat hij een aanleg heeft voor duursporten. Hij zou een VO2max hebben van 84,4.[12]